# Mariano Hermoso
Mariano Hermoso Palacios (finales del siglo XIX - comienzos del siglo XX) fue un compositor español.
Trabajó como director de orquesta en diversos teatros de Madrid, especialmente en el Teatro de la Zarzuela, y escribió la música de numerosas obras líricas, muchas de las cuales fueron colaboraciones con el maestro Manuel Fernández Caballero.
Entre su producción pueden destacarse las siguientes zarzuelas:
- La víspera de la fiesta (1893), en colaboración con Manuel Fernández Caballero
- Los africanistas (1894), en colaboración con Manuel Fernández Caballero
- Los dineros del sacristán (1894), en colaboración con Manuel Fernández Caballero
- Campanero y sacristán (1894), en colaboración con Manuel Fernández Caballero
- El domador de leones (1895), en colaboración con Manuel Fernández Caballero
- El padrino del nene (1896), en colaboración con Manuel Fernández Caballero
- Tortilla al ron (1896), en colaboración con Manuel Fernández Caballero
- La rueda de la fortuna (1896), en colaboración con Manuel Fernández Caballero
- El pillo de playa (1898), en colaboración con Manuel Chalons Berenguer
- El traje de luces (1899), en colaboración con Manuel Fernández Caballero
- Detrás del telón (1900), en colaboración con el maestro Munuera
- La perla de Oriente (1901)
- El rey de los aires (1902), en colaboración con Manuel Fernández Caballero
- La trapera (1902), en colaboración con Manuel Fernández Caballero
- El favorito del duque (1902), en colaboración con Manuel Fernández Caballero
- Lohengrin (1902)